# 소드 오라토리아
《소드 오라토리아;던전에서 만남을 추구하면 안 되는 걸까 외전》(일본어: ソード・オラトリア;ダンジョンに出会いを求めるのは間違っているだろうか外伝)는 일본의 작가인 오모리 후지노가 저술하고 있는 라이트 노벨이다. 던전에서 만남을 추구하면 안 되는 걸까의 외전 작품으로 아이즈 발렌슈타인을 중심으로 이야기가 진행된다.

## 등장인물

### 로키 파밀리아
- 아이즈 발렌슈타인

성우: 오오니시 사오리
- 레피야 비리디스

성우: 키무라 쥬리
- 티오나 히류테

성우: 무라카와 리에
- 티오네 히류테

성우: 타카하시 미나미
- 로키

성우: 쿠보 유리카
- 핀 디무나

성우: 타무라 무츠미
- 리베리아 리요스 알브

성우: 카와스미 아야코
- 베트 로가

성우: 오카모토 노부히코
- 가레스 랜드록

성우: 노무라 켄지

## TV 애니메이션

### 제작진
- 원작: 오모리 후지노(大森藤丿)
- 감독: 스즈키 요헤이(鈴木洋平)
- 음악: 이나이 케이지(井內晵ニ)
- 애니메이션 제작: J.C.STAFF
- 제작: Sword Oratoria Project

### 대한민국 제작진
- 번역: 유현호
- 종합편집: 박소현
- 기획: 애니플러스

### 주제곡
- 오프닝 테마

「RE-ILLUSION」
노래 - 이구치 유카
엔딩 테마
「day by day」
노래 - 카노